# Alfred Müller-Stocker
Alfred Müller-Stocker (* 8. März 1938 in Baar, Kanton Zug) ist ein Schweizer Unternehmer. Er ist unter anderem Gründer der Alfred Müller AG und der Stiftung St. Martin.

## Leben
Müller war der älteste Sohn von Alfred Müller und dessen Frau Maria (geborene Hegglin). Er absolvierte eine Ausbildung zum Maurer bei der Leo Hürlimann AG in Zug, stieg hier zum Vorarbeiter, Polier und Bauführer auf. 1962 realisierte er in Baar seinen ersten Bau, ein Dreifamilienhaus an der Schutzengelstrasse. 1964 heiratete er Annaliese Stocker. Aus dieser Ehe gingen drei Kinder hervor. 1965 machte Müller sich im Alter von 27 Jahren selbständig und gründete eine Einzelfirma, die er 1969 in eine Aktiengesellschaft umwandelte. War die Alfred Müller AG zunächst vorwiegend im Wohnungsbau tätig, engagierte sie sich ab den 1970er Jahren auch im Büro- und Gewerbebau. In den 1980er Jahren expandierte das Unternehmen von der Deutschschweiz in die Westschweiz und ins Tessin. Das Familienunternehmen wird seit 2012 in zweiter Generation geführt. Müller ist Ehrenpräsident des Verwaltungsrates des Unternehmens.
1992 gründete er die Stiftung St. Martin mit Sitz in Baar, deren Stiftungsratspräsident er ist. Die Stiftung ist mit einem Grundkapital von 2,5 Millionen Schweizer Franken ausgestattet und finanziert Hilfsprojekte. Seine Ehefrau war bis 2016 ebenfalls Mitglied des Stiftungsrates.